# رفيع أحمد
رفيع أحمد (بالإنجليزية: Rafi Ahmed)‏ هو عالم مناعة وعالم أحياء دقيقة وأستاذ جامعي هندي وأمريكي، ولد في 1948 في حيدر آباد في الهند.